# Мазаз (вулкан)
Мазаз (арм. Մազազ, Փոքր Աժդահակ, Аждаак,  Кармирсар, арм. Կարմիրսար, Кызылдаг — красная гора) — потухший стратовулкан в Армении высотой 3087 метров над уровнем моря, вершина Гегамского хребта, на границе Гехаркуникской и Котайкской областей, к юго-востоку от городов Лернанист (Верин Ахта) и Раздан, севернее вулканов Севкатар и Аждаак (3597 м), восточнее вулкана Гутанасар.